# 2011年夏季世界大學生運動會自由車比賽
2011年夏季世界大學生運動會自由車比賽於2011年8月13日至20日於龍崗體育中心舉行。

## 賽事

### 獎牌榜
| 排名 | 国家／地区      | 金牌 | 银牌 | 铜牌 | 總數 |
| ---- | --------------- | ---- | ---- | ---- | ---- |
| 1    | 俄罗斯（RUS）   | 7    | 7    | 2    | 16   |
| 2    | 中国（CHN）     | 3    | 0    | 1    | 4    |
| 2    | 立陶宛（LTU）   | 3    | 0    | 1    | 4    |
| 4    | 瑞士（SUI）     | 1    | 3    | 1    | 5    |
| 5    | 韩国（KOR）     | 1    | 2    | 3    | 6    |
| 6    | 乌克兰（UKR）   | 1    | 2    | 1    | 4    |
| 7    | 德国（GER）     | 0    | 1    | 1    | 2    |
| 8    | 爱沙尼亚（EST） | 0    | 1    | 0    | 1    |
| 9    | 法国（FRA）     | 0    | 0    | 2    | 2    |
| 9    | 日本（JPN）     | 0    | 0    | 2    | 2    |
| 11   | 比利时（BEL）   | 0    | 0    | 1    | 1    |
| 11   | 捷克（CZE）     | 0    | 0    | 1    | 1    |
| 總數 | 總數            | 16   | 16   | 16   | 48   |

### 場地自由車
| 項目              | 金牌                                | 金牌        | 银牌                                | 银牌     | 铜牌                         | 铜牌     |
| 男子個人追逐賽    | 賽爾基·士洛夫 · 俄罗斯（RUS）       | 4:30.927    | 阿圖爾·耶爾肖 · 俄罗斯（RUS）       | 4:33.128 | 張仙載 · 韩国（KOR）         | 4:26.22  |
| 女子個人追逐賽    | 維利婭·謝列伊凱捷 · 立陶宛（LTU）   | 3:36.944 UR | 卡利托夫斯卡 · 乌克兰（UKR）        | 3:40.068 | 加爾於克 · 乌克兰（UKR）     | 3:41.003 |
| 男子爭先賽        | 丹尼斯·德米特里耶夫 · 俄罗斯（RUS） |             | 帕维尔·亚库舍夫斯基 · 俄罗斯（RUS） |          | 張淼 · 中国（CHN）           |          |
| 女子爭先賽        | 郭爽 · 中国（CHN）                  |             | 維多利亞·巴拉諾夫 · 俄罗斯（RUS）   |          | Virginie Cueff · 法国（FRA） |          |
| 男子記分賽        | 阿爾圖爾·葉爾紹夫 · 俄罗斯（RUS）   | 47          | Bernhard Oberholzer · 瑞士（SUI）   | 36       | Choi Seungwoo · 韩国（KOR）  | 26       |
| 女子記分賽        | Lesya Kalitovska · 乌克兰（UKR）    | 40          | Anastasia Chulkova · 俄罗斯（RUS）  | 37       | Minami Uwano · 日本（JPN）   | 32       |
| 男子競輪賽        | 张淼 · 中国（CHN）                  |             | 帕维尔·亚库舍夫斯基 · 俄罗斯（RUS） |          | Florian Vernay · 法国（FRA） |          |
| 女子500公尺計時賽 | 宮金傑 · 中国（CHN）                | 34.910 UR   | 舒利卡 · 乌克兰（UKR）              | 34.985   | 巴蘭諾娃 · 俄罗斯（RUS）     | 34.996   |

### 公路自由車
| 項目           | 金牌                                                                          | 金牌     | 银牌                                                                                           | 银牌     | 铜牌                                                                     | 铜牌     |
| 男子公路個人賽 | 貝瀚德 · 瑞士（SUI）                                                          | 3:50:22  | 帕特裡克 · 瑞士（SUI）                                                                         | 3:50:22  | 山本德郁 · 日本（JPN）                                                   | 3:50:46  |
| 女子公路個人賽 | 具聖恩 · 韩国（KOR）                                                          | 3:31:42  | 孫熙貞 · 韩国（KOR）                                                                           | 3:31:42  | 安妮·阿爾努 · 比利时（BEL）                                              | 3:31:42  |
| 男子團隊計時賽 | 俄罗斯（RUS） · 賽爾基·士洛夫 · Valery Kaykov · Artur Ershov · Maksim Kozyrev | 55:10.92 | 德国（GER） · Christoph Pfingsten · Grischa Janorschke · Mathias Belka · Daniel Westmattelmann | 57:55.77 | 韩国（KOR） · Jang Chan-Jae · Jang Sun-Jae · Park Sung-Baek · Im Jaeyeon | 58:34.19 |
| 女子團隊計時賽 | 立陶宛（LTU） · Eglė Zablockytė · Aušrinė Trebaitė · Aleksandra Sošenko       | 39:40.79 | 韩国（KOR） · Son Hee-Jung · Yu Seonha · Lee Aejung                                            | 40:26.37 | 德国（GER） · Lina Kristin Schink · Romy Kasper · Jana Schemmer          | 41:04.07 |

### 山地自由車
| 項目       | 金牌                              | 银牌                            | 铜牌                        |
| 男子越野賽 | 帕維爾·普裡亞德因 · 俄罗斯（RUS） | 希爾奧維·比賽爾 · 瑞士（SUI）   | 吉裡·胡德切克 · 捷克（CZE） |
| 女子越野賽 | 克謝尼婭·卡裡洛娃 · 俄罗斯（RUS） | 麥阿里斯·邁耶 · 爱沙尼亚（EST） | 梅蘭妮·蓋爾 · 瑞士（SUI）   |

### 小輪車
| 項目 | 金牌                            | 银牌                                | 铜牌                               |
| 男子 | 亞什金 · 俄罗斯（RUS）          | 比克紐斯 · 俄罗斯（RUS）            | 卡茲勞斯金斯 · 立陶宛（LTU）       |
| 女子 | 薇爾瑪·利姆薩特 · 立陶宛（LTU） | Marina Beskhmelnova · 俄罗斯（RUS） | Margarita Lomakova · 俄罗斯（RUS） |